# Juan de Mal Lara

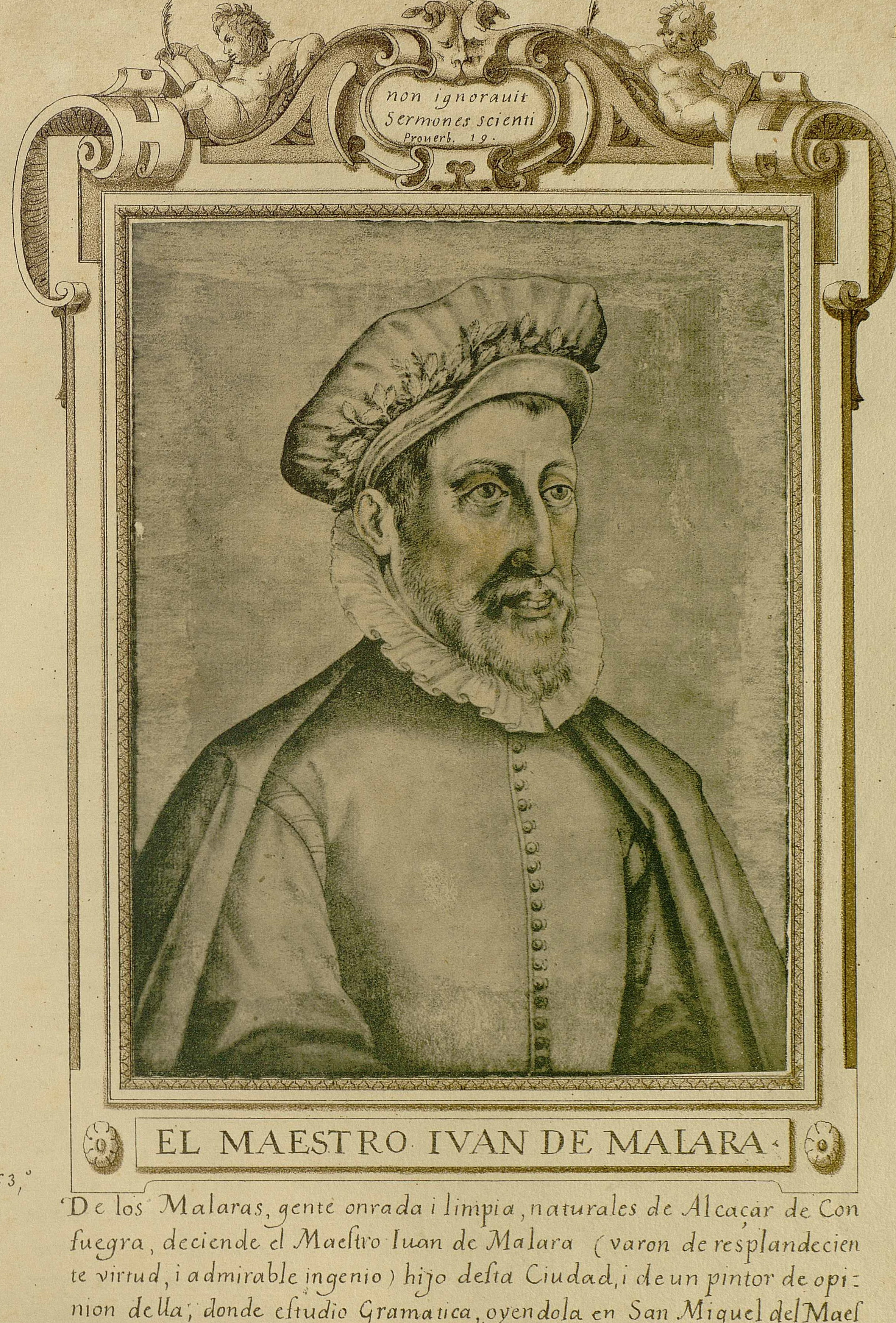
Juan de Mal Lara por Francisco Pacheco. Libro de descripción de verdaderos retratos de ilustres y memorables varones, Madrid, Biblioteca de la Fundación Lázaro Galdiano.

Juan de Mal Lara, llamado también de Malara o de Mallara (Sevilla, 1524-ibídem, 1571) fue un humanista, poeta, dramaturgo y paremiólogo español perteneciente a la escuela sevillana del Renacimiento español.

## Biografía
Estudió en el colegio de San Miguel de Sevilla gramática latina y griega. Su maestro fue Pedro Fernández de Castilleja y Mal Lara enseñó a su vez humanidades a Mateo Alemán. Después estuvo diez años fuera, estudiando en la Universidad de Salamanca, donde fue alumno de Hernán Núñez y condiscípulo de Francisco Sánchez de las Brozas, el "Brocense"; luego estuvo en Valencia y en Barcelona, donde perfeccionó sus estudios con Francisco Escobar, para volver otra vez a Salamanca. En 1548 volvió ya a Sevilla para cursar Artes. Hacia 1550 enseñó en una escuela de gramática y humanidades en Sevilla letras humanas a los jóvenes. Desde 1565, año en el que se estableció el Conde de Gelves en Sevilla, su «huerta Merlina» situada en los campos de Tablada fue punto de tertulia habitual del grupo formado por él mismo, Baltasar del Alcázar, Francisco Pacheco, Juan de la Cueva, Cristóbal Mosquera de Figueroa, Cristóbal de Mesa, Francisco de Medina y, claro está, Fernando de Herrera, lo que se ha venido a llamar Escuela poética sevillana. 
Tuvo un tropiezo con la Inquisición española en 1561, pero fue bien aclarado en 1566, año en que marchó a Madrid, donde estaba entonces la corte de Felipe II; allí compuso unos versos latinos a ciertos cuadros de Tiziano y le fue encargado el adorno alegórico de la nave capitana de don Juan de Austria, comisión que cumplió además escribiendo una Descripción de la popa de la galera real del serenísimo señor don Juan de Austria, capitán general del mar. Estuvo casado con María de Ojeda y dejó dos hijas, Gila y Silvestra. Trató además a eruditos e historiadores importantes como Gonzalo Argote de Molina. Se le atribuye, aunque esto le es muy discutido, la invención de la estructura de la décima como abbaaccddc, estrofa que luego popularizó Vicente Espinel, en cuyo honor se llamó a esta "Espinela".
Se conserva una biografía inédita sobre Mal Lara escrita por un coterráneo suyo dieciochesco, Juan Nepomuceno González de León, en el Archivo Municipal de Sevilla.

## Obra
En su época fue sobre todo conocido por dos obras: Philosophía vulgar, primera parte, que contiene mil refranes glosados (Sevilla, 1568), en cuyo discurso preliminar ensalza la sabiduría popular de los refranes sobre la libresca y le atribuye una enorme antigüedad. Sin embargo para su obra recurrió algunas veces a los Apotegmata de Erasmo de Róterdam.
La otra obra importante de Mal Lara fue Recebimiento que hizo la muy noble y muy leal Ciudad de Seuilla, a la C.R.M. del Rey D. Phelipe Sevilla, Alonso Escribano, 1570, donde cuenta el recibimiento que los sevillanos dispensaron a Felipe II en 1570. Mal Lara describe también la decoración de las murallas de Sevilla con figuras y versos alegóricos que representaban los lugares de la jurisdicción hispalense. El libro se editó tras la victoria del monarca sobre los moriscos sublevados en las Alpujarras.
Posee una menor importancia la Psyche, un poema mitológico en endecasílabos blancos inspirado en la novelita Psique y Cupido incluida en El asno de oro del escritor latino Apuleyo. Su quinto libro fue publicado por Mario Gasparini en Salamanca: Colegio Trilingüe de la Universidad, 1947. Escribió además las églogas representables Narciso y Láurea siguiendo probablemente las Metamorfosis de Ovidio, Anotaciones a la sintaxis de Erasmo, Peregrinaciones de la vida, disertación filosófica; Principios de Gramática, Notas a los emblemas de Alciato, Escolios de Retórica sobre las introducciones de Aphtonio, Crónica de los santos Apóstoles, el poema en octavas La muerte de  Orfeo y una tragedia en versos latinos y castellanos sobre El martirio de las Santas Justa y Rufina, patronas de Sevilla.
Se tiene noticia, además, de algunas comedias suyas perdidas, como la tragedia Absalón y la comedia Locusta, representada en la Universidad de Salamanca en 1548 en latín y en castellano; prosiguió esta actividad dramática en Sevilla, donde compuso la Comedia en elogio de Nuestra Señora de la Consolación, representada por sus alumnos en Utrera en 1561. Una probable Tragedia de San Hermenegildo se ha perdido. Juan de la Cueva, en su Exemplar poético, le coloca entre los dramaturgos clasicistas que siguen las reglas aristotélicas, aunque inicia alguna tendencia reformista.
Se ha redescubierto un poema erudito: el Hércules animoso, que se creía perdido y fue muy alabado por sus contemporáneos. Contiene detalles sobre el grupo sevillano y la lírica cancioneril que merecen un estudio detenido. Se creía perdido y ha aparecido el texto autógrafo en la Biblioteca de Ajuda, en Portugal. Está escrito en octavas reales y dividido en doce libros, cada uno con cuatro cantos; lleva dedicatoria al príncipe don Carlos y su intención es glorificar doce hazañas guerreras de su abuelo, aludidas alegóricamente bajo el propósito principal del poema, cantar la hazaña mitológica de los doce trabajos de Hércules. Así, el león de Nemea simboliza la rebelión comunera, el jabalí de Erimanto es Francisco I de Francia, etc. El poema termina con la visión de Felipe II como Teseo y como nuevo Hércules para que descanse Atlas. Mal Lara debió empezar su obra en 1549, pero le sorprendió la muerte sin poder entregar el manuscrito a la imprenta. 
Las poesías de Mal Lara se editaron el tomo XLII de la BAE; sus Obras completas en tres tomos por Manuel Bernal Rodríguez en 1996, dentro de la Biblioteca Castro.